# Epiphaniai Eusztathiosz
Epiphaniai Eusztathiosz (ógörögül: Ευστάθιος Επιφανεύς), (455 körül – 525 után) bizánci történetíró, a bizánci krónikaíró hagyomány megteremtője. Fő műve a Khroniké Epitomé, (görögül Χρονική έπιτομή), azaz Kronológiai kivonat.
Életéről és működéséről keveset tudunk. Epiphaniában, a mai Hamában született Szíriában valamikor 455 körül, valószínűleg gazdag
családban. Először a szülővárosában tanult, majd 470 körül Antióchiába ment további tanulmányok folytatása végett. Valószínűleg 
itt élt élete hátralévő részében. Műve nem árul el semmit foglalkozásáról, de valószínűleg hivatalnok lehetett. Keresztény volt, a kereszténységnek a khalkédóni zsinaton győzedelmeskedő monofizita irányzatához tartozott - emiatt támogatta a Zénon császár ellen fellépő Leontius trónbitorlót. Ez utóbbi bukása után elveszítette munkáját, azonban a szintén monofizita I. Anastasius bizánci uralkodó alatt újra hivatalhoz jutott.
Írt egy kronológiai összefoglalót (Khroniké Epitomé, Χρονική έπιτομή) Trója bukásától I. Anastasius bizánci császár 
uralmának 12. évéig. A mű nem maradt fenn egészében, de fontos forrásul szolgált olyan későbbi történetírók számára, mint 
Evagriosz Szkholasztikosz, a Szuda-lexikon illetve Jóannész Malalasz. Két kötetes írásával egyfelől példát mutatott 
későbbi bizánci történetírók számára a kronológiai pontosságra törekvésben, kronográfiák összeállításában, másfelől pedig 
atticizáló, azaz a Kr. e. V. századi Athénban beszélt görögöt utánzó stílusa el is zárta a koinét, a görög köznyelvet 
beszélő köznép elől a történeti irodalmat. 
Könyvében az utolsó esemény Amida perzsák általi elfoglalása (503). Valószínűnek látszik, hogy az Antióchiát 526-ban megrázó
földrengés nyomán vesztette életét. Neki tulajdonítanak egy kivonatot Josephus Flavius Zsidó történetéből.

## Fordítás
- Ez a szócikk részben vagy egészben  az   Eustathius of Epiphania című angol Wikipédia-szócikk ezen változatának fordításán alapul.  Az eredeti cikk szerkesztőit annak laptörténete sorolja fel. Ez a jelzés csupán a megfogalmazás eredetét és a szerzői jogokat jelzi, nem szolgál a cikkben szereplő információk forrásmegjelöléseként.
- Ez a szócikk részben vagy egészben  az   Eustathe d'Épiphanie című francia Wikipédia-szócikk ezen változatának fordításán alapul.  Az eredeti cikk szerkesztőit annak laptörténete sorolja fel. Ez a jelzés csupán a megfogalmazás eredetét és a szerzői jogokat jelzi, nem szolgál a cikkben szereplő információk forrásmegjelöléseként.